# Fiastra
Fiastra es una localidad y comune italiana de la provincia de Macerata, región de las Marcas, con 595 habitantes.

## Evolución demográfica
| Gráfica de evolución demográfica de Fiastra entre 1861 y 2001 |
|                                                               |
| Fuente ISTAT - elaboración gráfica de Wikipedia               |